# 从废墟中崛起

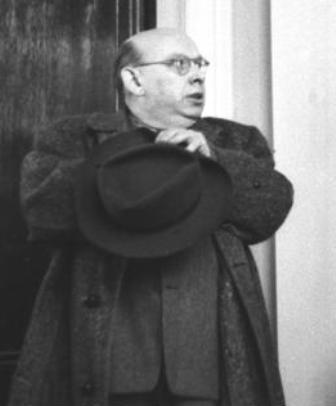
曲作者漢斯·艾斯勒，摄于1950年3月21日

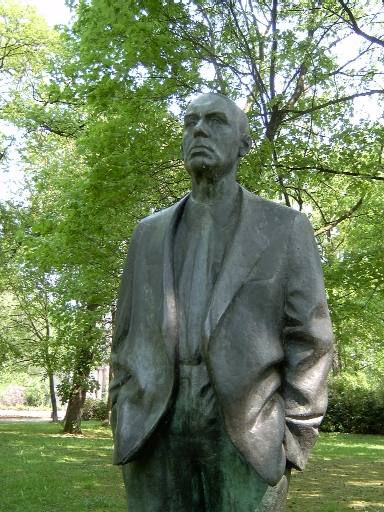
约翰尼斯·贝歇尔铜像

《從廢墟中崛起》（德語：Auferstanden aus Ruinen）是德意志民主共和國的國歌。由後來成為教育部長的詩人约翰尼斯·贝歇尔作詞，漢斯·艾斯勒作曲。

## 历史
作于1949年的歌詞反映了德國早期的分裂階段，當時許多德國人認為繼續推動統一是適當和自然的。因此，貝歇爾所作的歌詞中數次提到「统一的祖國」（einig Vaterland），但此觀念不久后即与日益严峻的冷战形势不相符合。
1973年，东德與西德同時加入聯合國，两国政府随即开展谈判并促成了彼此的承认。其后「德意志國家」（Deutschland）一词被從《德意志民主共和國憲法》除去，正式場合僅演奏國歌旋律，不唱國歌歌詞，其后亦未曾创作新的歌词。然而歌词仍在一些非正式场合，特别在1989年东欧剧变中的东德使用。
1990年兩德統一后，德意志民主共和國停止存在，《從廢墟中崛起》亦不再是国歌。东德总理洛塔尔·德迈齐尔曾建议将貝歇爾的歌词添加至《德意志之歌》中，但此提议被赫尔穆特·科尔否决。统一的德国使用西德国歌《德意志之歌》作为国歌。

## 旋律
汉斯·艾斯勒在1949年10月末至11月初为国歌谱曲，他在创作时希望旋律“表现出真正的人文主义”，“没有任何攻击性，而是一个人性化的曲调”。

## 歌词
东德国歌歌词由约翰内斯·贝歇尔于1949年10月所作。贝歇尔希望创作一首能被人民歌唱的“和平颂歌”，并表达出热忱与同情心以及对西德居民的呼吁。因此，他并没有听从那些认为这一歌词缺乏战斗气息的建议。

### 引用
1. ↑  Hymne der DDR （页面存档备份，存于） at "LeMO"
2. ↑  Amos, S. 46 f.
3. ↑  Amos, S. 31 f., 84 f.